# Daftmill
Daftmill ist eine Whiskybrennerei bei Cupar, Fife, Schottland. Die Brennerei wurde 2005 gegründet von den Brüdern Francis & Ian Cuthbert, die die Brennerei im Nebenerwerb auf dem Grund ihrer Farm betreiben.

## Name
Daftmill bedeutet übersetzt verrückte Mühle.
Der an der Farm vorbeifließende Bach erweckt den Eindruck, als ob er den Berg hinauffließen würde und erhielt daher von den Einheimischen den Namen „Daft Burn“ (verrückter Bach). Als auf dem Gelände der Farm die Mühle gebaut wurde, erhielt sie ihren Namen von dem Bach: „Daft Mill“.

## Geschichte
Die Familie der Gründer lebt bereits seit 6 Generationen auf dem Gelände der Farm, aber die Familie kam erst 1984 in den Besitz des Geländes.
Die Brennerei wurde 2005 als einer der neusten aber auch zugleich kleinsten Brennereien in Schottland gegründet. Heute ist sie eine der wenigen in den Lowlands angesiedelten Brennereien. Außer Daftmill gibt es zum Gründungszeitpunkt nur 3 weitere produzierende Brennereien in den Lowlands: Auchentoshan, Bladnoch und Glenkinchie.
Der erste Whisky wurde am 16. Dezember 2005 gebrannt.
Die Gebäude der Farm-Brennerei sind über 200 Jahre alt und beherbergten ursprünglich unter anderem eine Hafer-Mühle, die jedoch schon lange außer Betrieb ist – die Mühlsteine wurden bereits in den 1940er-Jahren entfernt und die Mühle war auch vorher schon länger nicht mehr aktiv.

## Produktion
Die Brennerei ist in einem alten steinernen Farmgebäude untergebracht, das früher auch eine Mühle beherbergte. Bis auf die in Rothes gefertigten Destillen (stills) und den Maischebottich (mash tun) wurden alle weiteren Teile der Brennerei von Handwerkern aus der Region hergestellt, die in einem Radius von unter 10 Kilometern um das ehemalige Farmgebäude angesiedelt sind.

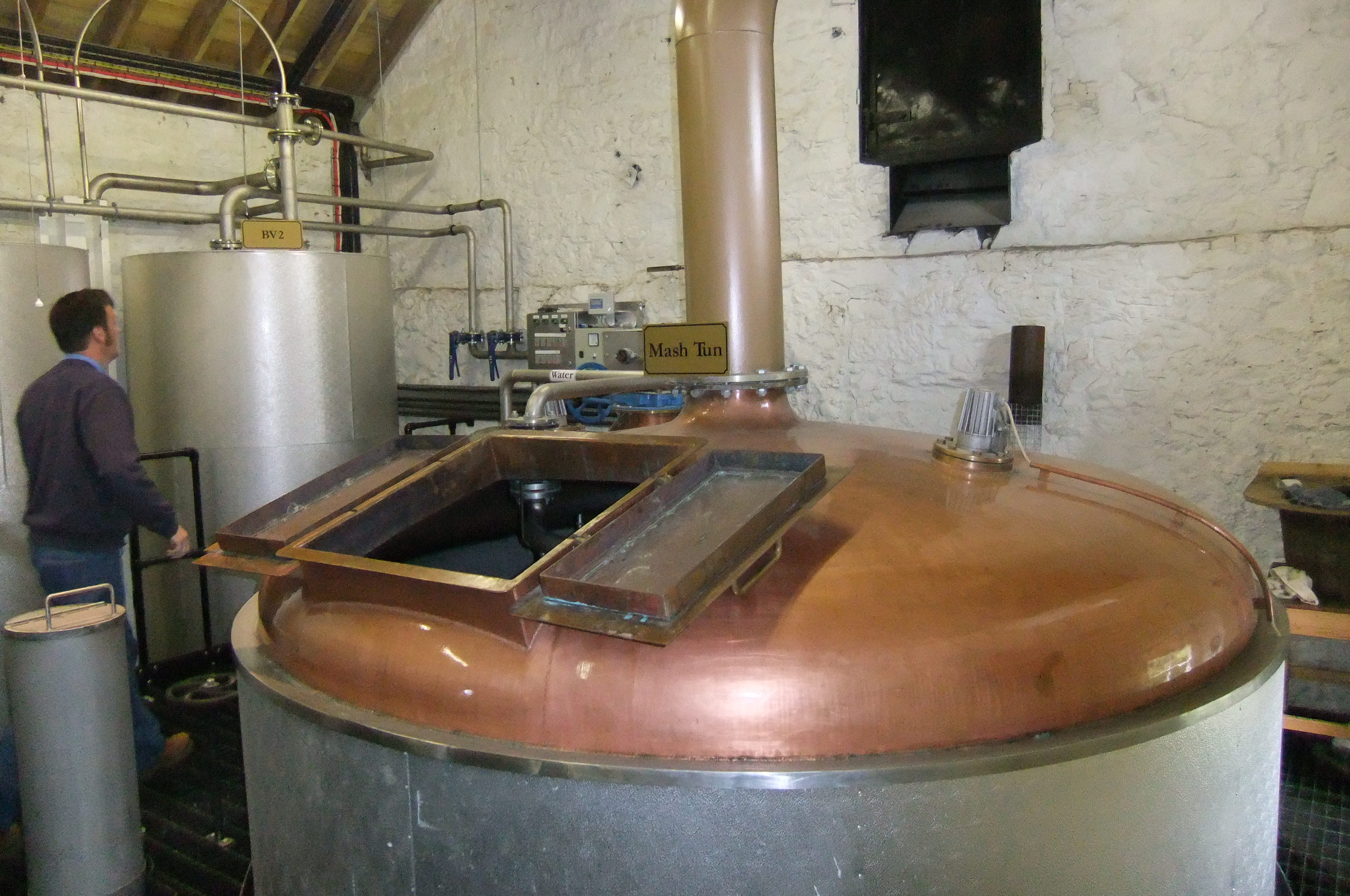
Maischbottich der Daftmill-Brennerei

Das Wasser für die Whiskyproduktion kommt von einer privaten Quelle auf dem Gelände der Farm. Im Mashing-Prozess wird eine Tonne Maische im Maischbottich verarbeitet, mit 4000 Liter first water und 2000 Liter second water. Die Fermentierung dauert für schottische Brennereien ungewöhnlich lang und liegt zwischen 96 und 104 Stunden. Der Wash Back hält ca. 5000 Liter und ergibt damit 2 Füllungen für die Wash Still.

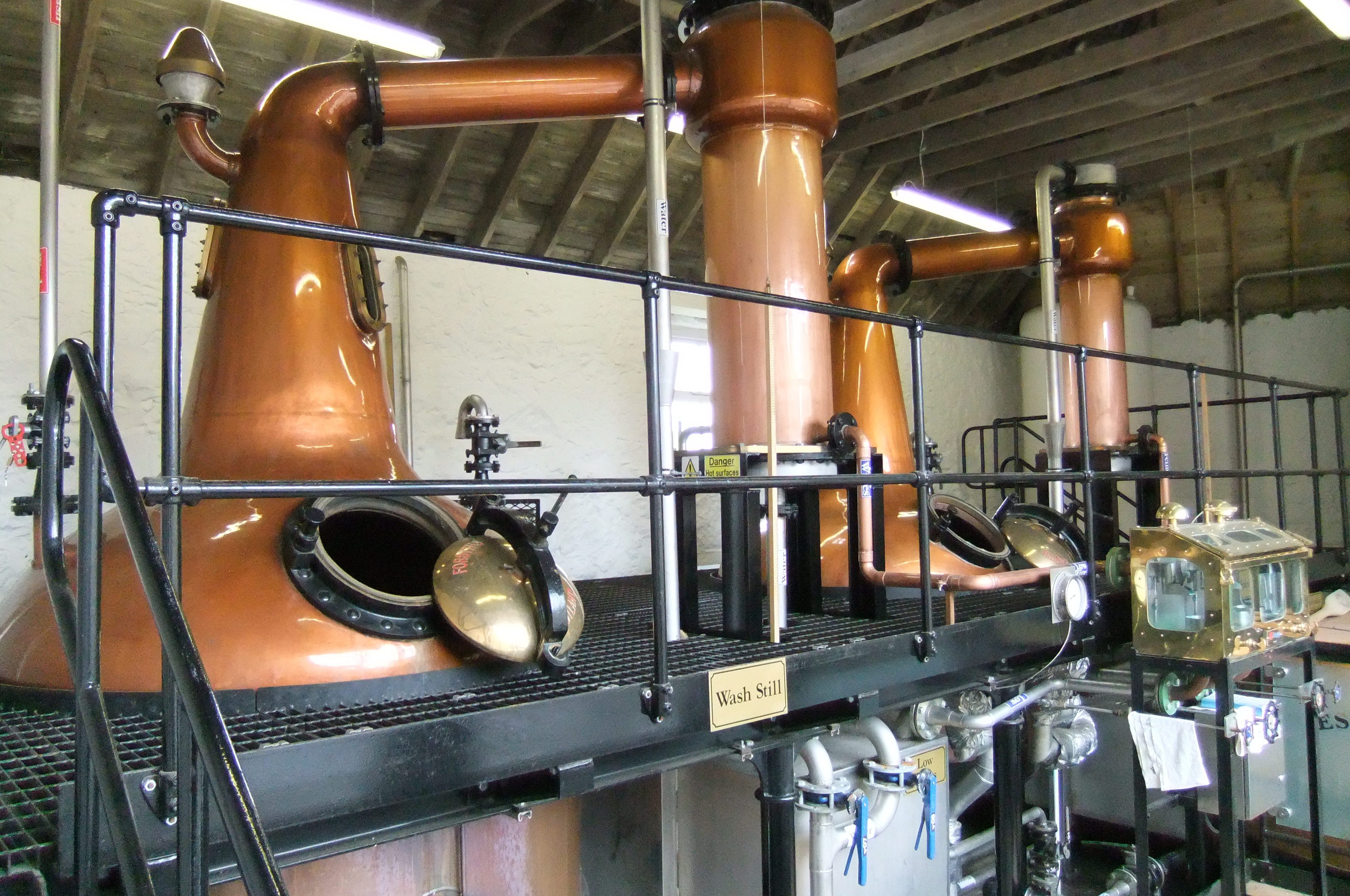
Blick auf die Brennblasen

Die Wash Still hat ein Volumen von 2500 Liter, die Spirit Still von 1500 Liter.
Für die Lagerungen werden verschiedene vorbelegte Fässer verwendet. Neben Sherry- und Bourbon-Fässern sind Teile der Produktion aus 2008 in Rum-Fässern eingelagert.
Im Mai 2018 erschien die erste, 500 Flaschen umfassende Abfüllung der Destillerie (Inaugural Release); die drei dazu ausgewählten Fässer (05/02, 05/03 und 05/07) wurden 2005 destilliert und im Frühjahr 2018 in Fassstärke (mit 55,8 Prozent Alkoholgehalt) abgefüllt.

## Besichtigungen
Als eine Farm-Brennerei verfügt Daftmill über kein Besucherzentrum und kann regulär nicht besucht werden.
Man kann jedoch Besuchstermine vereinbaren.